# (33457) Cutillo
1999 FP28 (asteroide 33457) é um asteroide da cintura principal. Possui uma excentricidade de 0.16405070 e uma inclinação de 4.43628º.
Este asteroide foi descoberto no dia 19 de março de 1999 por LINEAR em Socorro.